# Oshurkovia littoralis
Oshurkovia littoralis är en mossdjursart som först beskrevs av Roxanne Irene Hastings 1944.  Oshurkovia littoralis ingår i släktet Oshurkovia och familjen Umbonulidae.
Artens utbredningsområde är havet utanför Belgien. Inga underarter finns listade i Catalogue of Life.